# (5612) Nevskij
(5612) Nevskij (1975 TX2) – planetoida z pasa głównego asteroid okrążająca Słońce w ciągu 3,92 lat w średniej odległości 2,48 j.a. Odkryta 3 października 1975 roku.